# Sowjetische U20-Eishockeynationalmannschaft
Die sowjetische U20-Eishockeynationalmannschaft vertrat den Eishockeyverband der Sowjetunion im Eishockey in der U20-Junioren-Leistungsstufe bei internationalen Wettbewerben und gehörte zeit ihres Bestehens zu den besten Nachwuchsnationalmannschaften der Welt. Bei den U20-Weltmeisterschaften gewann die Auswahl insgesamt elfmal die Gold-, dreimal die Silber- und zweimal die Bronzemedaille. 1991 wurde die sowjetische U20-Auswahl durch die U20-Auswahl der GUS abgelöst.

## Geschichte
Die Sowjetische U20-Eishockeynationalmannschaft bestritt ihr erstes Spiel 1973 in Leningrad mit einem 6:2-Erfolg über Finnland und spielte in der Folge ausschließlich in der höchsten Leistungsstufe bei Weltmeisterschaften. Dabei gewann sie insgesamt elfmal den Weltmeistertitel, nur zweimal beendete sie ein Turnier nicht auf dem Siegerpodium. Beim WM-Turnier 1987 wurde die Mannschaft nach einer Massenschlägerei im Spiel gegen Kanada disqualifiziert.

## WM-Platzierungen
- 1974 – Goldmedaille
- 1975 – Goldmedaille
- 1976 – Goldmedaille
- 1977 – Goldmedaille
- 1978 – Goldmedaille
- 1979 – Goldmedaille
- 1980 – Goldmedaille
- 1981 – Bronzemedaille
- 1982 – 4. Platz

- 1983 – Goldmedaille
- 1984 – Goldmedaille
- 1985 – Bronzemedaille
- 1986 – Goldmedaille
- 1987 – Disqualifikation
- 1988 – Silbermedaille
- 1989 – Goldmedaille
- 1990 – Silbermedaille
- 1991 – Silbermedaille

### Weltmeisterkader
| Weltmeister 1974 | Boris Alexandrow, Sergei Babinow, Sinetula Biljaletdinow, Wladimir Golikow, Wladimir Gostjuschew, Viktors Hatuļevs, Fjodor Kanareikin, Alexander Kornitschenko, Michail Kowaljow, Wladimir Kutscherenko, Wladimir Lawrentjew, Wladimir Lochmatow, Jewgeni Lukaschin, Alexander Maljugin, Sergei Melikow, Wladimir Myschkin, Juri Nowikow, Wassili Perwuchin, Wiktor Schluktow, Boris Tschutschin, Edmunds Vasiļjevs, Wiktor Wachruschew Trainerstab: Juri Morosow, Jewgeni Majorow |

| Weltmeister 1975 | Sergei Abramow, Boris Alexandrow, Sergei Babariko, Sergei Babinow, Alexander Baldin, Boris Barabanow, Sinetula Biljaletdinow, Waleri Bragin, Dmitri Fedin, Witali Filippow, Viktors Hatuļevs, Alexander Iwanow, Fjodor Kanareikin, Wladimir Kutscherenko, Sergei Lantratow, Wladimir Myschkin, Wassili Perwuchin, Sergei Schepelew, Alexander Sotow, Anatoli Stepanow, Boris Tschutschin, Wiktor Wachruschew Trainerstab: Juri Morosow, Igor Tusik |

| Weltmeister 1976 | Sergei Abramow, Sergei Babariko, Waleri Bragin, Nikolai Drosdezki, Dmitri Fedin, Wjatscheslaw Fetissow, Alexei Frolikow, Irek Gimajew, Gennadi Ikonnikow, Waleri Jewstifejew, Alexander Kabanow, Sergei Lantratow, Jewgeni Nowitschenko, Wassili Paiussow, Wassili Perwuchin, Sergei Podgorzew, Michail Schostak, Wiktor Schukow, Juri Schundrow, Anatoli Stepanow Trainer: Igor Tusik |

| Weltmeister 1977 | Iwan Awdejew, Wjatscheslaw Fetissow, Aleksejs Froļikovs, Irek Gimajew, Waleri Jewstifejew, Alexander Kabanow, Igor Kapustin, Sergei Makarow, Konstantin Makarzew, Sergei Mylnikow, Nikolai Narimanow, Wassili Paiussow, Igor Romaschin, Wladimir Schewzow, Michail Schostak, Michail Sliptschenko, Sergei Starikow, Wladimir Subkow, Michail Tolotschko, Alexander Tyschnych Trainerstab: Witali Dawydow, Witali Jerfilow |

| Weltmeister 1978 | Wjatscheslaw Fetissow, Alexander Gerassimow, Alexander Gurjew, Pawel Jesowskich, Alexei Kassatonow, Alexander Koschewnikow, Sergei Makarow, Konstantin Makarzew, Sergei Mylnikow, Nikolai Narimanow, Sergei Paramonow, Wjatscheslaw Rjanow, Wiktor Schkurdjuk, Sergei Starikow, Wladimir Subkow, Anatoli Tarassow, Sergei Tukmatschew, Alexander Tyschnych, Nikolai Warjanow, Juri Woschakow Trainerstab: Witali Dawydow, Wadim Sacharow |

| Weltmeister 1979 | Andrei Andrejew, Anatoli Antipow, Alexander Gerassimow, Wladimir Gerassimow, Wiktor Gluschenkow, Wladimir Golowkow, Sergei Karpow, Alexei Kassatonow, Wladimir Krutow, Waleri Krylow, Gennadi Kurdin, Igor Larionow, Nikolai Maslow, Wjatscheslaw Rjanow, Dmitri Saprykin, Andrei Sidorenko, Juri Strachow, Anatoli Tarassow, Nikolai Warjanow, Juri Woschakow Trainerstab: Witali Dawydow, Wadim Sacharow |

| Weltmeister 1980 | Alexei Bews, Igor Bubenschtschikow, Wiktor Gluschenkow, Wladimir Golowkow, Dmitri Jerastow, Wladimir Krutow, Igor Larionow, Waleri Michailow, Andrei Morosow, Igor Morosow, Juri Nikitin, Igor Panin, Michail Panin, Jewgeni Popichin, Ildar Rachmatullin, Dmitri Saprykin, Wladimir Schaschow, Jewgeni Schastin, Sergei Swetlow, Alexander Sybin Trainerstab: Juri Morosow, Wladimir Bogomolow |

| Weltmeister 1983 | Sergei Ageikin, Ilja Bjakin, Igor Boldin, Swjatoslaw Chalisow, Sergei Charin, Sergei Goloschumow, Sergei Gorbunow, Andrei Karpin, Andrei Martemjanow, Andrei Matyzin, Sergei Nemtschinow, Arkadi Obuchow, Sergei Prjachin, Jewgeni Schtepa, Walerij Schyrjajew, Oleg Starkow, Wladimir Tjurikow, Leonid Truchno, Alexander Tschornych, German Wolgin Trainerstab: Anatoli Kostrjukow, Igor Tusik |

| Weltmeister 1984 | Jewgeni Beloscheikin, Igor Boldin, Nikolai Borschtschewski, Juri Chmyljow, Alexei Gussarow, Wassili Kamenew, Andrei Lomakin, Alexandr Lyssenko, Igor Martynow, Aleh Mikultschyk, Sergei Nemtschinow, Sergei Schendelew, Alexander Semak, Alexander Smirnow, Michail Tatarinow, Alexei Tscherwjakow, Jewgeni Tschischmin, Alexander Tschornych, Igor Wjasmikin, Sergei Wostrikow Trainerstab: Igor Dmitrijew, Anatoli Bogdanow |

| Weltmeister 1986 | Jewgeni Beloscheikin, Oleg Bratasch, Rawil Chaidarow, Jewgeni Dawydow, Anatoli Fedotow, Sergei Gapejenko, Aljaksandr Haltschenjuk, Waleri Kamenski, Andrej Kawaljou, Wladimir Konstantinow, Igor Krawtschuk, Igor Monajenkow, Igor Nikitin, Juri Nikonow, Sergei Ossipow, Sergei Seljanin, Alexander Semak, Michail Tatarinow, Pawel Torgajew, Igor Wjasmikin Trainerstab: Wladimir Wassiljew, Walentin Gurejew |

| Weltmeister 1989 | Pawel Bure, Boris Bykowski, Dmytro Chrystytsch, Sergei Fjodorow, Sergei Gomoljako, Wiktor Gordijuk, Oleksandr Hodynjuk, Igor Iwanow, Alexei Iwaschkin, Aljaksandr Judsin, Dmitri Juschkewitsch, Igor Malychin, Maxim Michailowski, Alexander Mogilny, Roman Oksjuta, Stanislaw Panfilenkow, Sergei Sorokin, Sergei Subow, Andrij Sydorow, Uladsimir Zyplakou Trainerstab: Robert Tscherenkow, Walentin Gurejew |

## Cheftrainer
- 1974–1975 Juri Morosow
- 1976 Igor Tusik
- 1977–1979 Witali Dawydow
- 1980–1981 Juri Morosow
- 1982 Igor Tusik
- 1983 Anatoli Kostrjukow
- 1984 Igor Dmitrijew
- 1985 Wladimir Kisseljow
- 1986–1987 Wladimir Wassiljew
- 1988 Anatoli Kostrjukow
- 1989–1991 Robert Tscherenkow